# HD 17156
Nushagak eller HD 17156 är en ensam stjärna, belägen i den norra delen av stjärnbilden Cassiopeja. Den har en skenbar magnitud av ca 8,17 och kräver åtminstone en stark handkikare eller ett mindre teleskop för att kunna observeras. Baserat på parallax enligt Gaia Data Release 2 på ca 12,8 mas, beräknas den befinna sig på ett avstånd på ca 255 ljusår (ca 78 parsek) från solen. Den rör sig närmare solen med en heliocentrisk radialhastighet på ca –3,2 km/s.

## Nomenklatur
HD 17156 gavs namnet Nushagak av IAU, valt av USA:s företrädare vid konferensen NameExoWorlds, med kommentaren att "Nushagak är en regional flod nära Dilingham, Alaska, som är känd för sin vilda lax som försörjer lokala ursprungsbefolkningar." Planeten HD 17156 b fick namnet Mulchatna, eftersom Mulchatna är en biflod till floden Nushagak.

## Egenskaper
HD 17156 är en gul till vit underjättestjärna av spektralklass G0 IV. Den har en massa som är ca 1,3 solmassor, radie som är lika med ca 1,5 solradier och har ca 2,8 gånger solens utstrålning av energi från dess fotosfär vid en effektiv temperatur på 6 100 K. Sökning med adaptiv optik vid MMT-observatoriet efter en följeslagare har resultatlös (2020).

## Planetsystem
HD 17156  är den första stjärnan i Cassiopeia vid vilken en kretsande planet upptäcktes (2007) med hjälp av metoden med mätning av radialhastighet. Senare observationer visade att denna planet också passerar framför stjärnan. I februari 2008 föreslogs en andra planet, HD 17156 c, med en genomsnittlig rörelsesresonans på 5:1 till den inre planeten HD 17156 b, som har en massa av ca 3,24 jordmassor och en omloppsperiod av ca 21,2 dygn.